# Hemosiderosis pulmonar idiopática
La hemosiderosis pulmonar idiopática es una enfermedad rara caracterizada por la clásica tríada de sangre en el esputo, anemia ferropénica e infiltrados pulmonares transitorios visualizados por radiografías. El mecanismo patogénico fundamental es la tendencia a hemorragias dentro del pulmón de manera recurrente a lo largo de varios años hasta que es diagnosticado correctamente. A pesar de que se depositan grandes cantidades de hierro en el pulmón—acompañado de concentraciones normales o bien aumentados de hierro en el plasma sanguíneo—la anemia que se presenta ocurre por razón de que los glóbulos rojos no son capaces de utilizar el hierro secuestrado en los macrófagos pulmonares. Ese depósito de hierro en el pulmón produce fibrosis pulmonar e insuficiencia respiratoria en los casos más avanzados. 